# Villa Trinkl

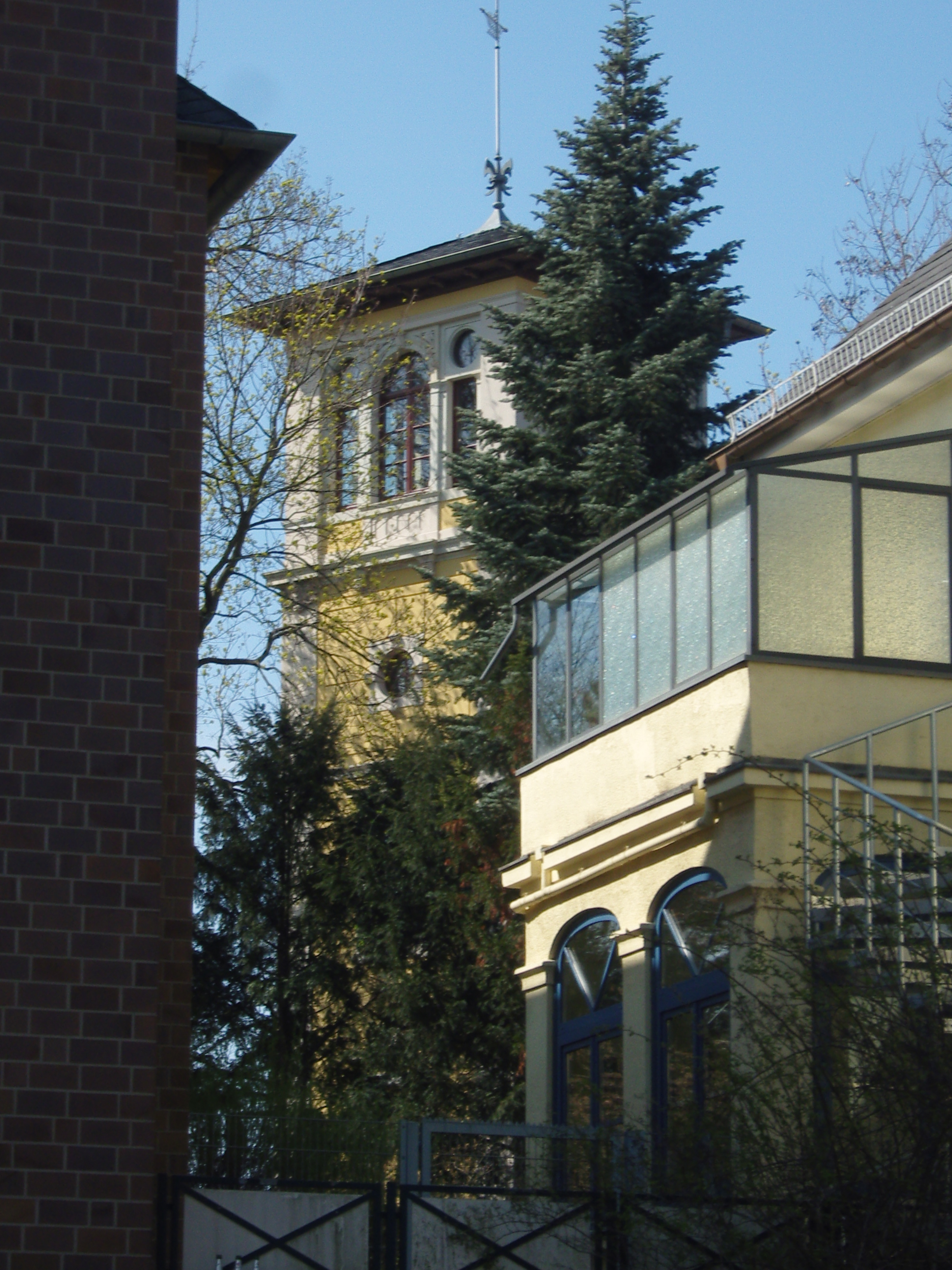
Turm der Villa Trinkl

Die Villa „Trinkl“ ist eine repräsentative Villa mit Turm im florentinischen Stil im Dresdner Stadtteil Trachau in der Großenhainer Straße 241. Sie wurde 1886 von den Lößnitz-Baumeistern Gebrüder Ziller für einen der Erfinder des Einweckglases der Konservenfabrik Wachs & Flössner errichtet. Der heutige Häusername geht auf den Nachnamen der jetzigen Eigentümerfamilie zurück.

## Beschreibung
Die unter Denkmalschutz stehende Villa wurde oben auf einer Weinbergskuppe in bevorzugter Lage errichtet. Sie liegt im Dresdner Villenviertel Wilder Mann. Die zwei großen, bogenförmig nach Süden übereinanderliegenden Terrassen aus Syenit-Bruchsteinmauerwerk stehen über den ehemaligen Weinbergsflächen und bieten einen Panoramablick auf Dresden.
Die malerisch gegliederte Villa besteht aus mehreren Baukörpern. Der zentrale Bau ist ein zweigeschossiger Bau mit einem Kniestock sowie einem schiefergedeckten Walmdach. In der Hauptansicht nach Süden steht mittig ein dreigeschossiger Risalit, der auf der Nordseite als Dachhaus zu erkennen ist, obenauf ebenfalls ein Walmdach, Darunter auf der Nordseite ist der Eingang. Auf der Ostseite ist ein dreieinhalbgeschossiger, eckiger Turm angebaut, auf der Westseite ein eingeschossiger Küchenanbau mit einem Austritt obenauf. Etwas abgesetzt von dem Anbau verlaufen nach Nordnordwest Nebengebäude.
Sämtliche Fassaden des Hauptgebäudes werden von farblich abgesetzten Ecklisenen eingefasst, die Fenster sind durch Gewände eingerahmt. Die Hauptansicht nach Süden ist besonders reich gegliedert und verziert. Unter der Traufe findet sich ein Zahnschnittfries, das oberste Geschoss des Risalits ist putzgenutet. Darin befindet sich ein dreiteiliges Stichbogenfenster als Palladiomotiv mit mittiger Austrittstür, die auf einen sehr schmalen Balkon mit Gitter und Konsolen führt. Im Obergeschoss darunter ein ebenfalls dreifaches, jedoch rechteckiges, Koppelfenster mit mittiger Tür. Diese führt auf einen Altan mit Gittern zwischen Brüstungspfeilern. Dessen Preußische Kappendecke liegt auf Doppelpfeilern, die den Altan tragen und im Erdgeschoss eine Veranda bilden. Diese hat eine seitliche Freitreppe zur oberen Terrasse. Die Fenster auf beiden Seiten des Risalits sind im Obergeschoss horizontal verdacht, im Erdgeschoss haben sie eine Giebelverdachung.
Der Turm hat ein Zeltdach mit einer Wetterfahne. Das oberste Geschoss ist ein Belvedere. Alle vier Seiten bestehen aus einem Palladiomotiv, bestehend aus einem mittigen, hohen Rundbogenfenster, seitlich begleitet durch niedrigere Rechteckfenster, welche durch ein Rundfenster bekrönt werden. Lediglich die Westseite zum Dach weist an Stelle der zwei begleitenden Rechteck- und Rundfenster Blindfenster auf. Die Lisenen des Turms sind, ebenso wie die des Mittelrisalits, als Pilaster ausgebildet. Die Putzflächen unter dem Belvedere sind putzgenutet, darin verziert gefasste Rundfenster. Der Turm ist derzeit (Stand: 2005) ungenutzt, er soll jedoch künftig in den Wohnbereich der Familie einbezogen werden.
Umlaufend um das gesamte Gebäude trennt ein schmales Gurtgesims das Obergeschoss vom Kniestock. Über die Fassaden verteilt finden sich noch zahlreiche Dekorelemente.

## Geschichte

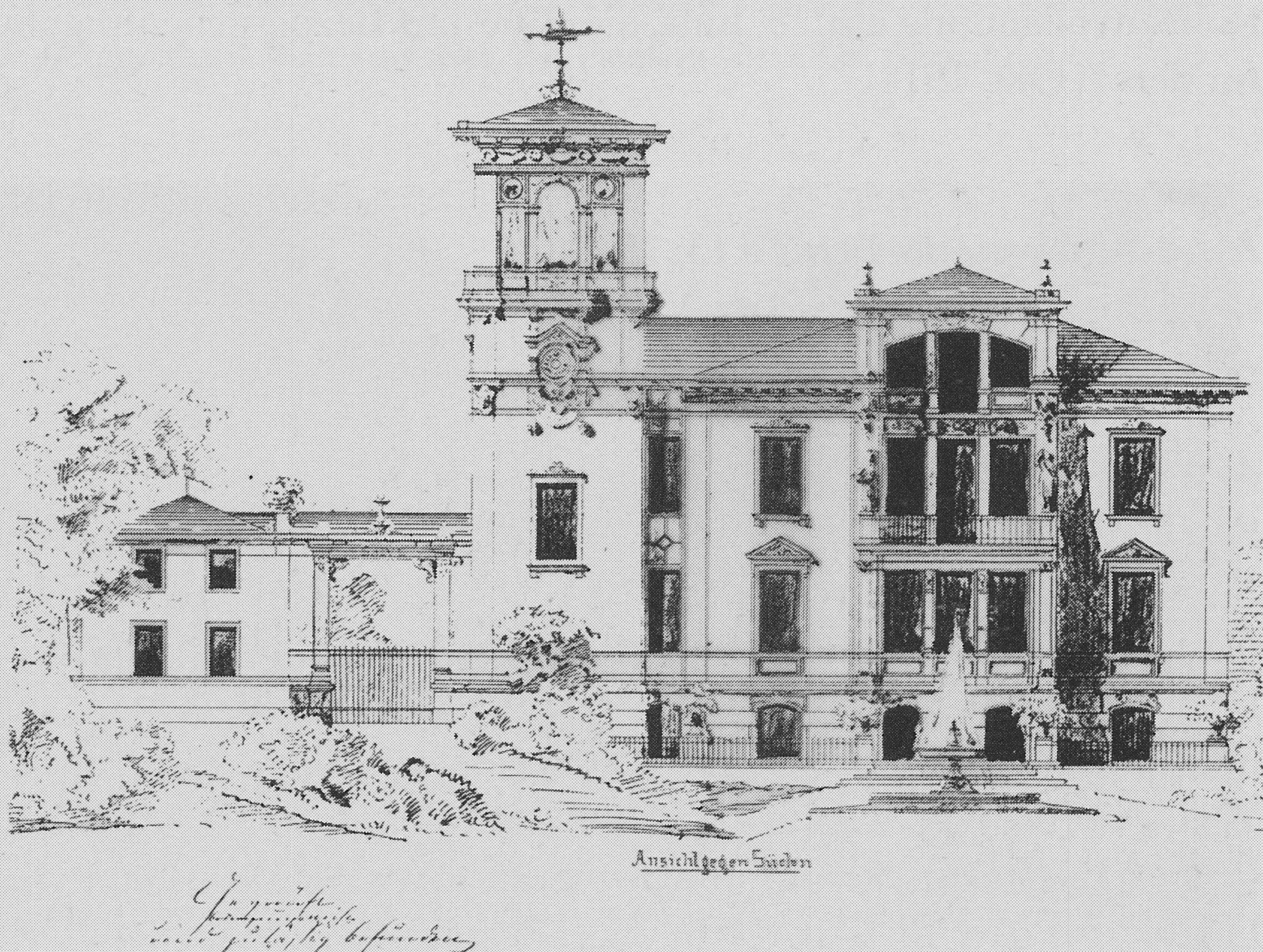
Planzeichnung der Gebrüder Ziller für eine Villa auf dem Anwesen von Winzerhaus Barth, 1875 nicht umgesetzt. Gespiegelt genutzt als Planung für die Villa Trinkl 1886.

Die Lößnitz-Baumeister Gebrüder Ziller schufen 1875 im Auftrag des Eigentümers des Oberlößnitzer Anwesens Winzerhaus Barth die Pläne für den Bau einer „prachtvolle[n] Villa mit Belvedere“. Diese kamen wegen des Todes des damaligen Auftraggebers nicht mehr zur Ausführung. Die Planung wurde erst 1886 spiegelverkehrt als heutige Villa „Trinkl“ in Trachau ausgeführt. Auftraggeber dort war Carl Hermann Wachs, einer der beiden Firmengründer der Dresdner Konservenfabrik Wachs & Flössner auf der Kötzschenbroder Straße.
Von etwa 1909 an bis 1929 gehörte das Anwesen Dr. med. Albin Gustav Burkhardt. Der aus München stammende Rudolf Michael Trinkl (1897–1974), Großvater der heutigen Eigentümer, erwarb das Anwesen 1935. Die Wetterfahne trägt heute neben dem ursprünglichen Baudatum auch das Datum der jüngsten Restaurierung, 1998.